# 竹嶋康成
竹嶋 康成（たけしま やすなり、1968年10月24日 - ）は、京都府京都市出身の俳優。ヒルストンエンタープライズ所属。

## 人物
- 同志社大学文学部英文学科中退。
- 特技は 歌唱、執筆、和船漕ぎ、関西弁、他
- 趣味は ギター、三味線、茶道、料理、ミーム作り、他
- 親戚のタレント 那智わたる（伯母）

## 出演

### 映画
- 完全なる飼育（1998年） - スーパーの店員 役
- 共犯者（1999年） - 山城会組員 役
- 三文役者（2000年） - 撮影隊スタッフ 役
- 東京マリーゴールド（2001年） - 会社員 役
- 純愛譜〜スネボ〜（2001年） - インタビューの男役
- あずみ（2003年） - 警備の侍 役
- 陰陽師II（2003年） - 火傷の娘の父親 役
- 座頭市（2003年） - 門下生・酒井 役
- オモヒノタマ〜念珠（2003年） - SAT隊長 役
- ドラッグストア・ガール（2004年） - ドラッグストアの客 役
- 天国の本屋〜恋火（2004年） - 本屋の客 役
- ゴジラ FINAL WARS（2004年） - 轟天号クルー 役
- 恋はメールに乗せて。（2004年） - リッチトーク店員 役
- 蟬しぐれ（2005年） - 桜井 役
- 鉄人28号（2005年） - テレビのキャスター役
- 自由恋愛（2005年） - 新聞記者 役
- 鳶がクルリと（2005年） - 秘書 役
- 亡国のイージス（2005年） - うらかぜ哨戒長 役
- 日本沈没（2006年） - 安全危機室職員 役
- 出口のない海（2006年） - 外山少尉 役
- ゲゲゲの鬼太郎（2007年） - 天狗裁判官 役
- 伝染歌（2007年） - バズーカ 役
- 犬と私の10の約束（2008年） - 駅員 役
- フライング・ラビッツ（2008年） - 日経を読む乗客 役
- アキレスと亀（2008年） - 秘書 役
- ラッシュライフ（2009年） - 塚本 役
- カムイ外伝（2009年） - ガンス 役
- 人間失格（2010年） - 医師 役
- 人の砂漠（2010年） - 蛭間 役
- 花のあと（2010年） - 本多重兵衛 役
- きな子〜見習い警察犬の物語〜（2010年） - 山口光男 役
- Paper Flower（2011年 アメリカ） - TORU（Asuka's Father) 役
- 源氏物語 千年の謎（2011年） - 左大臣 役
- 天地明察（2012年） - 公家侍従 役
- 天の茶助（2015年）
- エヴェレスト 神々の山嶺（2016年）
- 沈黙-サイレンス-（2017年） - HAKU(Goto-man2) 役
- ハピネス（2017年） - 山下透 役
- ラストレシピ〜麒麟の舌の記憶〜 (2017年) - 鈴木料理長 役
- Mr.Long/ミスター・ロン (2017年) - サラリーマン 役
- Lost Girls and Love Hotels (2020年) - "Used" 役

### テレビドラマ
- 火曜ミステリー劇場～奥久慈温泉殺人ルート (1990年) - 佐々木和樹役
- 学校の怪談 ～春のたたりスペシャル (1999年) - 教師役
- コワイ童話～人魚姫 (1999年) - 広告代理店社員役
- ヤマダ一家の辛抱 第1話 (1999年) - 不動産屋役
- ブラック・ジャックⅡ (2000年) - 救命隊員役
- はぐれ刑事純情派 Part13 第21話 (2000年) - 会社員役
- はみだし刑事情熱系Ⅴ 第20話 (2001年) - 刑事役
- 女優・杏子 最終週　(2001年) - 若手劇団員役
- 身辺警護7 (2001年) - 木村一郎刑事役
- 恋人はスナイパー・EPISODE 2 (2002年) - 捜査一課部下役
- 女将になります！ 第4週 (2003年) - 銀行員役
- ざこ検事 潮貞志の事件簿② (2004年) - 美濃部祐三役
- 炎の警備隊長・五十嵐杜夫2 (2004年) - 岩波弘文役
- 夜王 (2005年) - ヒデキ役
- 7人の女弁護士 第2話 (2008年) - 刑事役
- 警視庁捜査一課9係 第6話 (2008年) - 塩見役
- ラストフレンズ 第9話・第10話 (2008年) - 吉田事務所社長役
- ブラッディ・マンデイ 第3話　(2008年) - 佐田哲夫役
- 相棒 Seosen7 第8話・第9話　(2008年) - 松井役
- あの戦争は何だったのか 日米開戦と東條英機 (2008年) - 仲買人役
- 必殺仕事人2009 第17話 (2009年) - 土蜘蛛の雅蔵役
- スマイル 第3話 (2009年) - 島谷役
- ハンチョウ 神南署安積班 第9話 (2009年) - 根岸昭一役
- 浅見光彦シリーズ36『鐘』 (2010年) - 小瀬役
- 無敵のおばさん 小早川千冬・正義の事件簿 (2010年) - 須藤和則役
- ブラッディ・マンデイ シーズン2 第4話 (2010年) - 佐田哲夫役
- LADY～最後の犯罪プロファイル～ Episode Final (2011年) - 元担任教師役
- 初秋 CBC開局60周年スペシャルドラマ　(2011年) - 花荻雪之丞役
- ダーティ・ママ！ 第2話 (2012年) - 捜査一課管理官役
- アウトドア・ロックンロール〜サラリーマン転覆隊が行く〜 (2013年 - 2014年) - 竹嶋主任役
- Mozart In The Jungle Season4（2018年） - TATEO役
- 大江戸もののけ物語 第2話 (2020年) - 浪人役
- 将軍 SHŌGUN（2024年2月FXP） - 村次 役

### CM
- 住宅情報誌APAMAN（1994年）
- NTTドコモ ビジネスマン編（2001年）
- HONDA 耕うん機　(2016年)

### 舞台
- 五稜郭恋歌（1990年）
- 新・熱海殺人事件（1991年）
- バス停のある風景（1995年）
- LA・NY（1995年）作・演出
- 青空のメロディー（1999年）
- 吉本百年物語〜笑う門には、大大阪（2012年）

### PV
- MY FIRST チョ・ソンモ（2005年 韓国)
- So Nice-LDG イ・ドンゴン（2006年 韓国)